# Place de Gordes
Ne doit pas être confondu avec Gordes.
La place de Gordes est une voie publique de la commune française de Grenoble située dans le quartier Notre-Dame (Grenoble), dans le département français de l'Isère en région Auvergne-Rhône-Alpes.

## Situation et accès
En partant du nord, et dans le sens des aiguilles d'une montre, la place donne accès aux voies suivantes, selon les références toponymiques fournies par le site géoportail de l'Institut géographique national:
- Nord-est  : place et rue d'Agier (qui permettent de rejoindre la place Saint-André)
- Est : rue Diodore Raoult (qui permet de rejoindre la Grande Rue)
- Ouest : Jardin de ville (qui permet de rejoindre la station de téléphérique)

La place, comprise dans la zone piétonne de la principale zone commerciale du centre-ville, est accessible aux passants depuis n'importe quel point de ce quartier.
Transport public
La place est principalement desservie par les lignes A,  B et D du réseau de tramway de l'agglomération grenobloise. La station la plus proche (située à moins de deux cents mètres) se dénomme Hubert Dubedout - Maison du Tourisme.

## Origine du nom
Cette place été nommée ainsi en hommage à Bertrand-Rambaud de Simiane (1513 - 1578), baron de Gordes, lieutenant général en Dauphiné et vainqueur des catholiques durant les guerres de religion. Sa maison, aujourd'hui détruite, était située à l'emplacement de la place.

## Historique

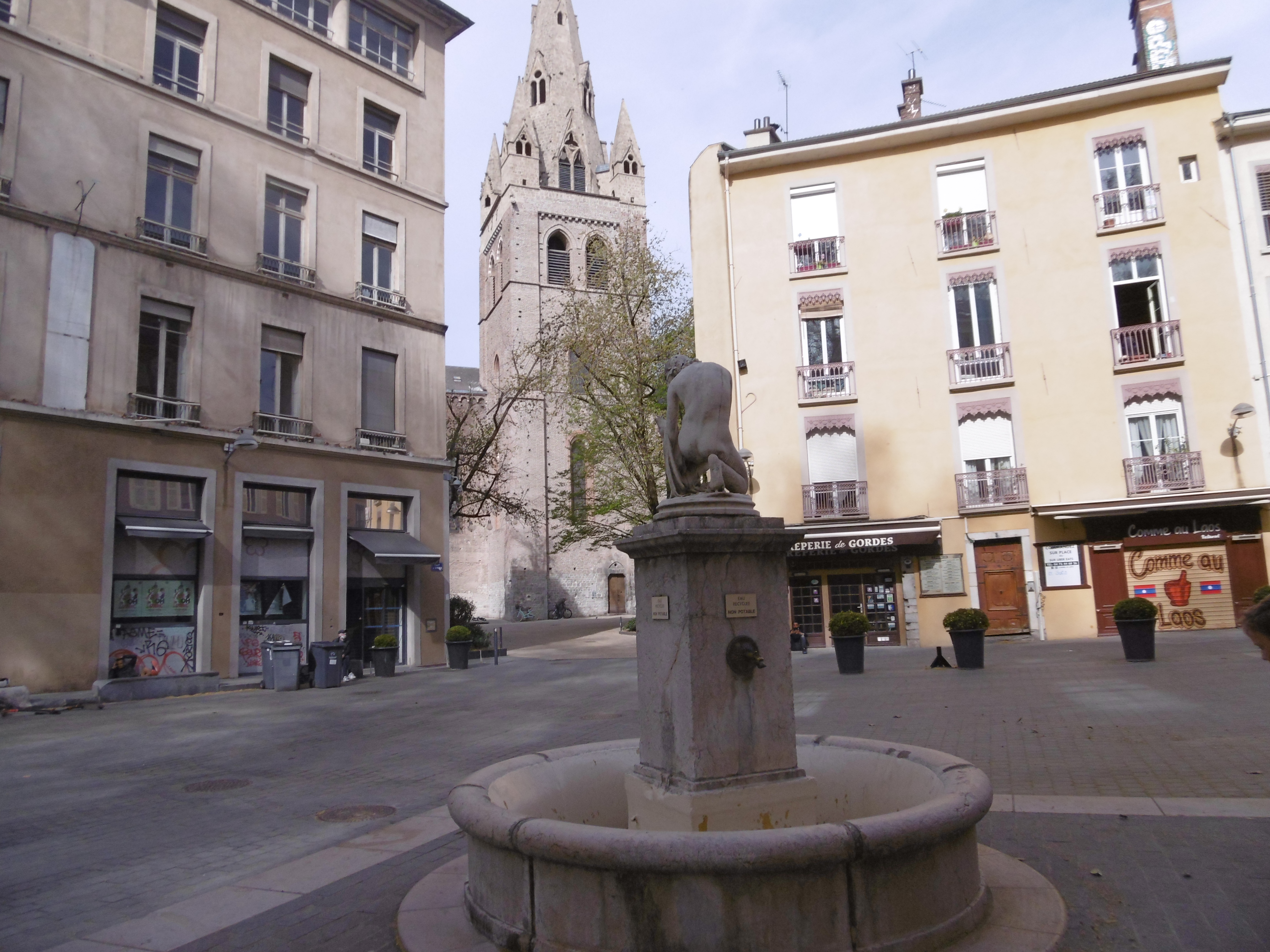
Place de Gordes, en avril 2021.

Autrefois place Neuve-du-département lors de sa création en 1791, puis, place de l'égalité durant la Convention nationale (1792-1795), les Grenoblois la surnommait « Place aux œufs » du fait que le marché aux volailles et aux œufs se situait sur cette place. C'est en 1866 que a la place fut dénommée place de Gordes.

## Bâtiments remarquables et lieux de mémoire
- La fontaine du berger

Une fontaine de style néoclassique représentant un jeune homme de marbre qui pleure en son sommet tenant dans ses bras une chevrette blessée est situé sur le côté de la place qui borde le jardin de ville. Il s'agit du berger Cyparisse, le favori et ami du dieu Apollon qui a tué par erreur cet animal, compagnon préféré de ce personnage mythique. Réalisée par le sculpteur Jean Marcellin, celle-ci bénéficia d'une restauration en 1896 à la suite de fuites répétées.
- Le jardin de ville

D'une superficie de 1,3 hectare, le seul espace vert situé au cœur de la vieille ville, est contigu à la place de Gordes. Ce lieu héberge un kiosque à musique, un jardin d'enfants situé et non loin de la place de Gordes, l'hôtel de Lesdiguières, édifice historique construit à partir de 1602.

Quelques photos de la place de Gordes
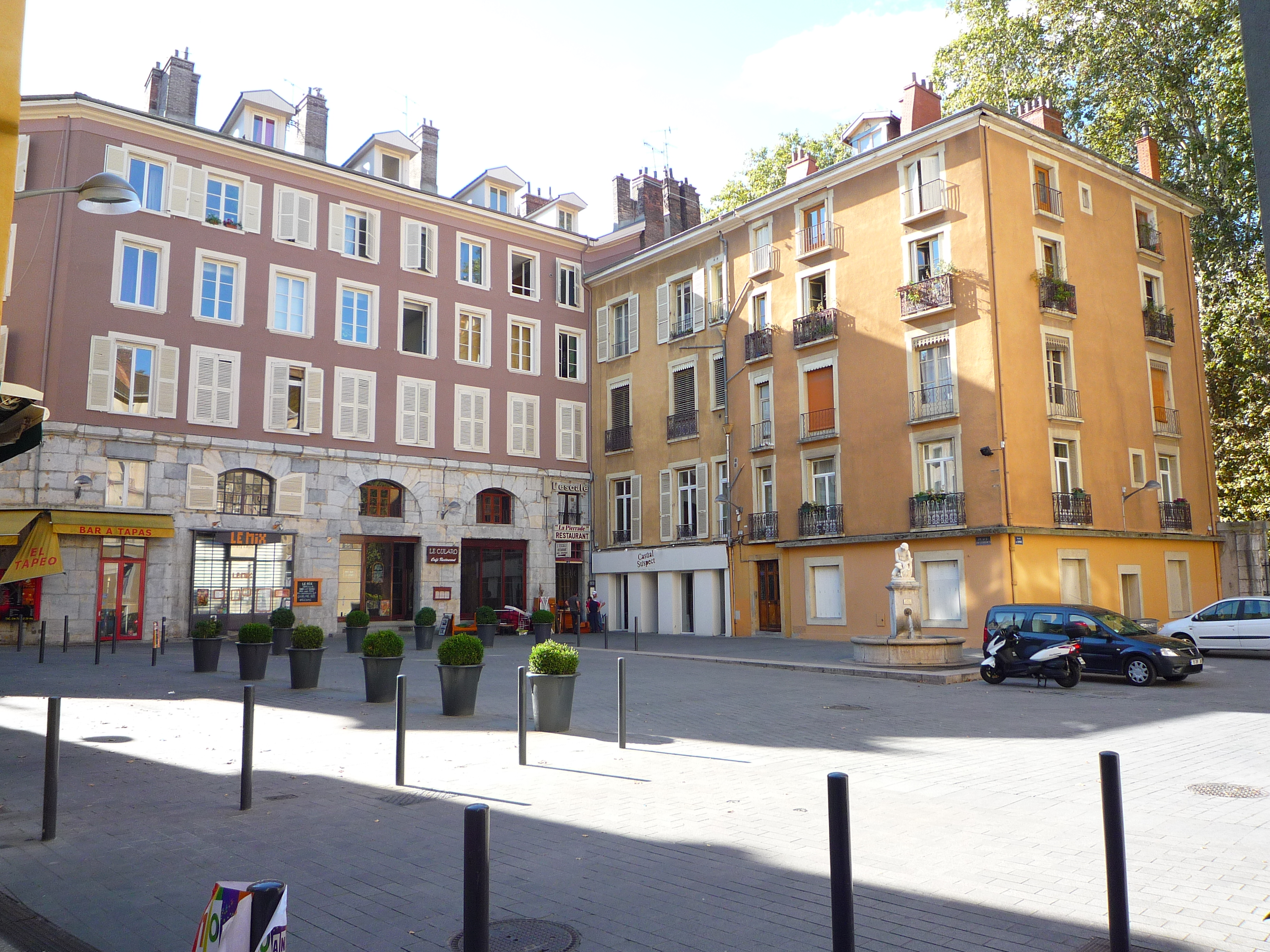
Place de Gordes en septembre 2010, depuis la place d'Agier.
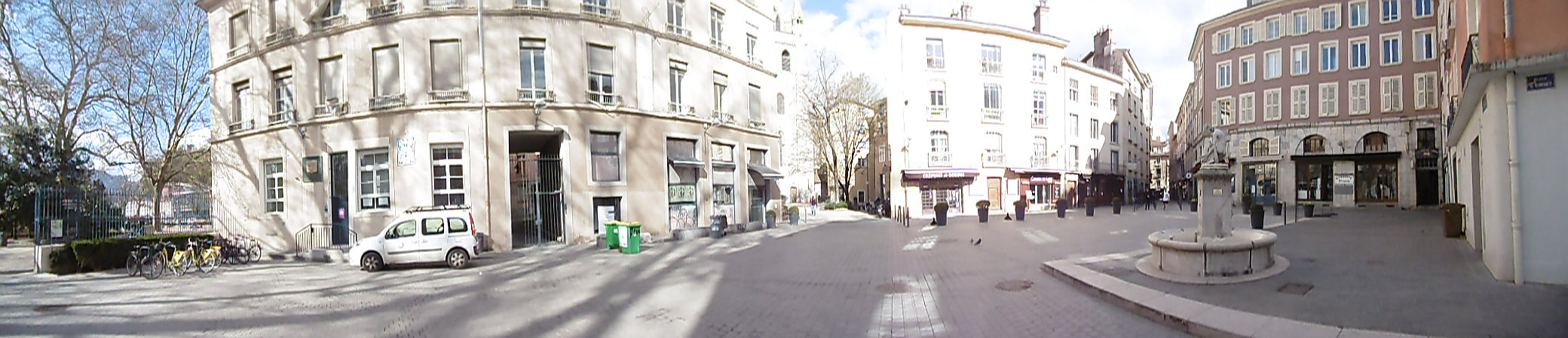
Photo panoramique de la Place de Gordes en mars 2021 (l'entrée du jardin de ville est à l'extrême gauche de la photo).
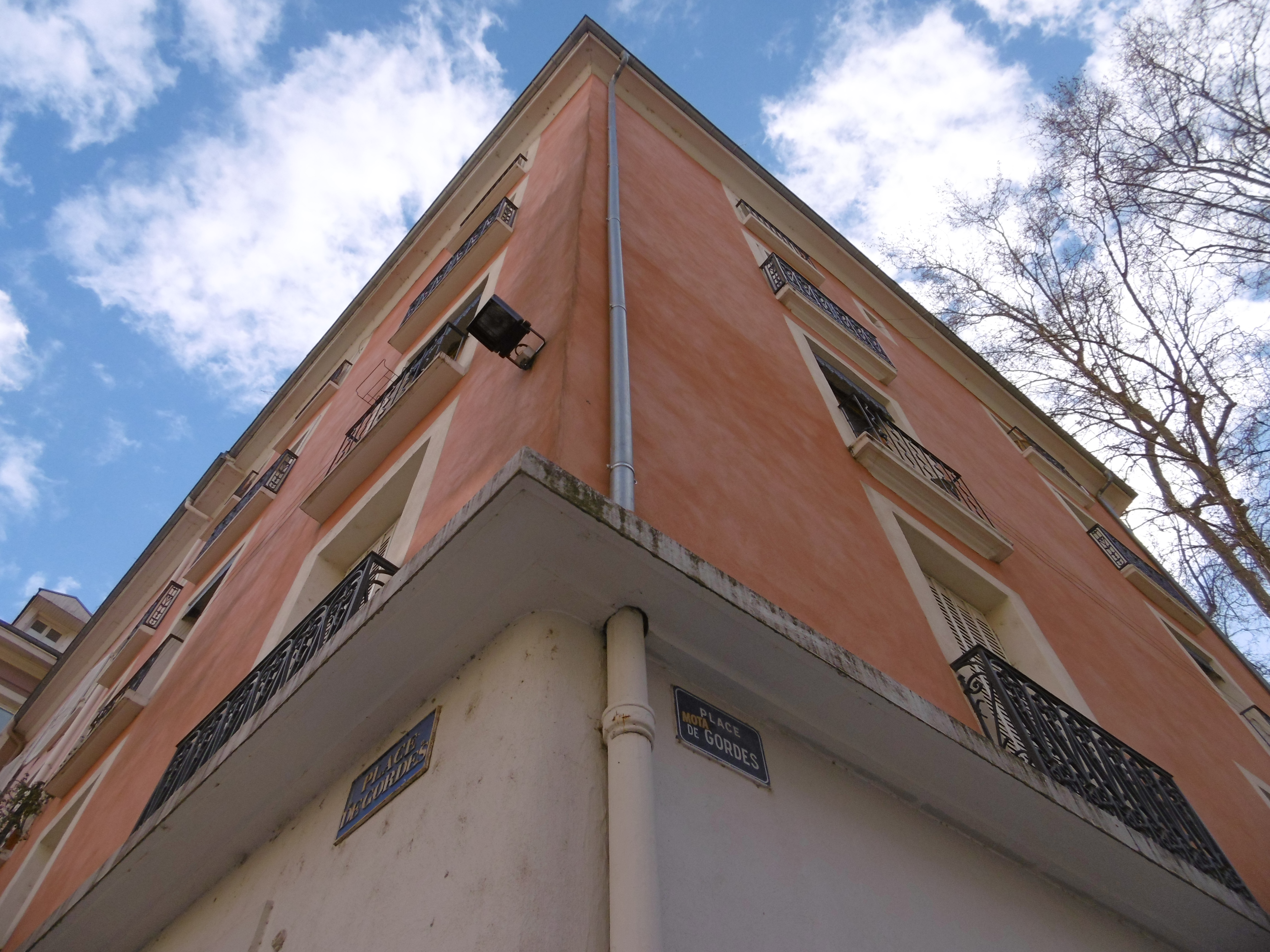
Immeuble situé à l'angle de la place de Gordes et du Jardin de ville.
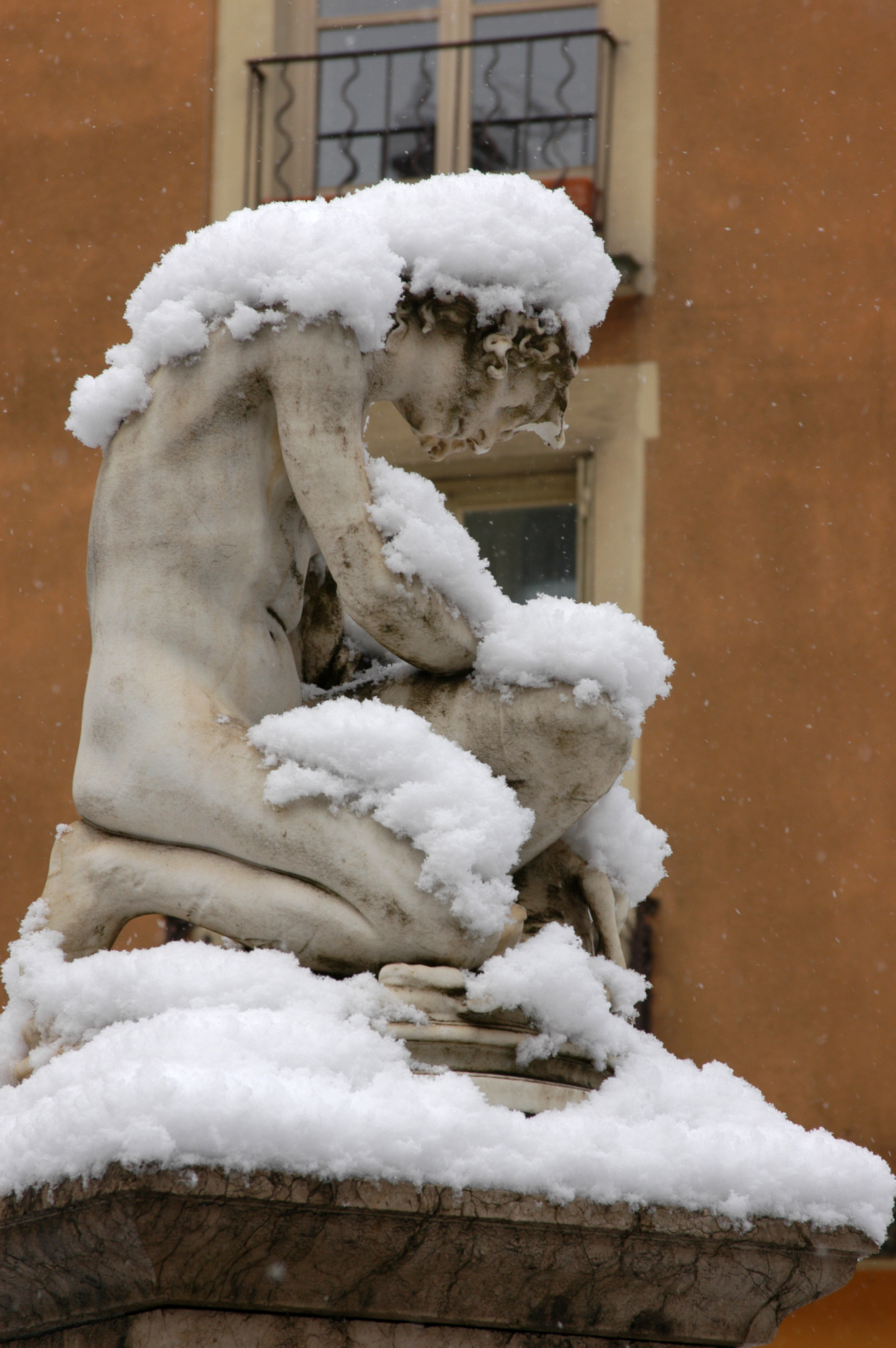
Statue de Cyparisse de la fontaine du Berger.